# Giải đua ô tô Công thức 1 Bahrain 2006
Giải đua ô tô Công thức 1 Bahrain năm 2006 là chặng đua đầu tiên của giải vô địch thế giới Công thức 1 năm 2006. Giải được tổ chức vào ngày 12 tháng 3 năm 2006.

## Xếp hạng chi tiết
| TT      | Tên                  | Đội đua             | Thời gian                 | Điểm |
| 1       | Fernando Alonso      | Renault             | 1 giờ 29 phút 46,205 giây | 10   |
| 2       | Michael Schumacher   | Ferrari             | +1,246 giây               | 8    |
| 3       | Kimi Raikkonen       | McLaren             | +19,360 giây              | 6    |
| 4       | Jenson Button        | BAR Honda           | +19,992 giây              | 5    |
| 5       | Juan Pablo Montoya   | McLaren             | +37,048 giây              | 4    |
| 6       | Mark Webber          | Williams            | +41,932 giây              | 3    |
| 7       | Nico Rosberg         | Williams            | +1 phút 3,043 giây        | 2    |
| 8       | Christian Klien      | Red Bull            | +1 phút 6,771 giây        | 1    |
| 9       | Felipe Massa         | Ferrari             | +1 phút 9,907 giây        |      |
| 10      | David Coulthard      | Red Bull            | +1 phút 15,541 giây       |      |
| 11      | Vitantonio Liuzzi    | Scuderia Toro Rosso | +1 phút 25,997 giây       |      |
| 12      | Nick Heidfeld        | BMW                 | +1 vòng                   |      |
| 13      | Scott Speed          | Scuderia Toro Rosso | +1 vòng                   |      |
| 14      | Ralf Schumacher      | Toyota              | +1 vòng                   |      |
| 15      | Rubens Barrichello   | BAR Honda           | +1 vòng                   |      |
| 16      | Jarno Trulli         | Toyota              | +1 vòng                   |      |
| 17      | Tiago Monteiro       | Midland             | +2 vòng                   |      |
| 18      | Takuma Sato          | Super Aguri         | +4 vòng                   |      |
| bỏ cuộc | Yuji Ide             | Super Aguri         | vòng 35                   |      |
| bỏ cuộc | Jacques Villeneuve   | BMW                 | vòng 29                   |      |
| bỏ cuộc | Giancarlo Fisichella | Renault             | vòng 21                   |      |
| bỏ cuộc | Christijan Albers    | Midland             | vòng 0                    |      |